# Phycopsis setosa
Phycopsis setosa är en svampdjursart som först beskrevs av James Scott Bowerbank 1873.  Phycopsis setosa ingår i släktet Phycopsis och familjen Axinellidae. Inga underarter finns listade i Catalogue of Life.